# Algemene verkiezingen in Uruguay (1971)
Op 28 november 1971 werden in Uruguay algemene verkiezingen gehouden. Het ging om verkiezingen voor een nieuwe president, het congres, het burgemeesterschap van verschillende grote steden en de provinciale raden. Ook werd er gestemd voor een referendum over de herziening van de grondwet. Deze liet immers niet toe dat een zittend president herkozen werd. Zittend president Jorge Pacheco Areco stelde zijn herverkiezing afhankelijk van de uitslag van het referendum.

## Context
In december 1970 hadden de communisten, socialisten en christendemocraten zich verenigd in een breed front (Frente Amplio) en ze schoven één gezamenlijke presidentskandidaat naar voren, ex-generaal Líber Seregni. Die had in 1968 ontslag genomen als inspecteur-generaal van het leger uit protest tegen de politiek van president Pacheco. Seregni trok naar de kiezer met een links programma van nationalisaties, landhervormingen en loonsverhogingen. Ook ijverde hij voor amnestie voor politieke gevangenen en opheffing van de uitzonderingstoestand die sinds 1969 van kracht was. Het front werd gesteund door de linkse guerrillaorganisatie Tupamaros. Die hadden een maand voor de verkiezingen al hun acties opgeschort.

## Uitslagen

### Presidentsverkiezingen
| Kandidaat | Kandidaat                | Partij         | Stemmen   | %      |
| --------- | ------------------------ | -------------- | --------- | ------ |
|           | Juan María Bordaberry    | Coloradopartij | 379.515   | 22,80  |
|           | Wilson Ferreira Aldunate | Blancopartij   | 439.649   | 26,40  |
|           | Líber Seregni            | Frente Amplio  | 304.275   | 18,30  |
| Totaal    | Totaal                   | Totaal         | 1.664.119 | 100,00 |

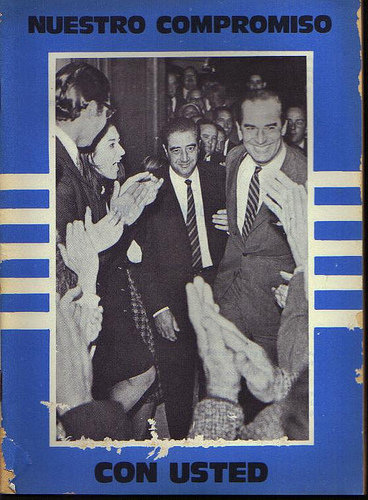
Verkiezingsaffiche van kandidaat Wilson Ferreira Aldunate (Blancopartij)

Hoewel Ferreira als kandidaat van de Blancopartij het meeste stemmen verzamelde, werd Bordaberry als kandidaat voor de regerende Coloradopartij als winnaar uitgeroepen. Het kiessysteem telde immers de stemmen voor de verschillende kandidaten van één partij samen, en zo behaalden alle kandidaten van de Coloradopartij 595.408 stemmen terwijl deze van de Blancopartij 584.865 stemmen kregen. Zowel de Blancopartij als het Frente Amplio beschuldigden de Colorado's van fraude. Er volgde een hertelling van de stemmen maar in februari 1972 werd Bordaberry officieel uitgeroepen tot winnaar van de presidentsverkiezingen.

### Verkiezingen Congres
De Coloradopartij (hieronder rood) verloor zwaar maar bleef de grootste partij in zowel Kamer (41 zetels) als Senaat (13 zetels). De Blancopartij (hieronder lichtblauw) verloor licht en haalde 40 zetels in de Kamer en 12 zetels in de Senaat. Het Frente Amplio (hieronder oranje) was de grote winnaar met 18 zetels in de Kamer en 5 in de Senaat.

Kamer van volksvertegenwoordigers
Senaat

### Referendum
Het voorstel om de grondwet te wijzigen werd bij referendum met grote meerderheid afgewezen.